# 대한민국 민법 제865조
대한민국 민법 제865조는 다른 사유를 원인으로 하는 친생자관계존부확인의 소에 대한 민법 친족법 조문이다. 2005년 3월 31일 법률 제7427호로 일부 개정되어 같은 날 시행되었다.

## 조문
제865조 (다른 사유를 원인으로 하는 친생자관계존부확인의 소)①제845조, 제846조, 제848조, 제850조, 제851조, 제862조와 제863조의 규정에 의하여 소를 제기할 수 있는 자는 다른 사유를 원인으로 하여 친생자관계존부의 확인의 소를 제기할 수 있다.
②제1항의 경우에 당사자일방이 사망한 때에는 그 사망을 안 날로부터 2년내에 검사를 상대로 하여 소를 제기할 수 있다.  <개정 2005. 3. 31.>

第865條 (다른 事由를 原因으로 하는 親生關係存否確認의 訴)①第845條, 第846條, 第848條, 第850條, 第851條, 第862條와 第863條의 規定에 依하여 訴를 提起할 수 있는 者는 다른 事由를 原因으로 하여 親生子關係存否의 確認의 訴를 提起할 수 있다.
②제1항의 境遇에 當事者一方이 死亡한 때에는 그 死亡을 안 날로부터 2년내에 檢事를 相對로 하여 訴를 提起할 수 있다.  <개정 2005. 3. 31.>

## 판례
- 친생자관계존부확인의 소를 제기할 수 있는 자는 민법 제865조 제1항에서 정한 제소권자로 한정된다[3]
- 민법 제865조의 규정에 의하여 이해관계 있는 제3자가 친생자관계 부존재확인을 청구하는 경우 친자 쌍방이 다 생존하고 있는 경우는 친자 쌍방을 피고로 삼아야 하고, 친자 중 어느 한편이 사망하였을 때에는 생존자만을 피고로 삼아야 하며, 친자가 모두 사망하였을 경우에는 검사를 상대로 소를 제기할 수 있다.[4]
- 민법 제844조 제1항에 의한 친생추정을 번복하기 위하여 민법 제865조 소정의 친생자관계부존재확인의 소를 제기할 수 있다.[5]
- 친족이 친생관계부존재확인의 소를 제기한 경우에도 민법 제865조 제2항을 적용하여야 한다[6]
- 또 민법 제865조에 의하면, 친생자 관계존부는 그 확인의 소를 제기하여 확정판결에 의하여 이를 결정하게 되어 있다[7]

## 참고문헌
- 정구태. (2015). 한국 민법 제865조 제2항의 적용과 국제적 공서 - 大阪高等裁判所 2014.5.9. 判決에 대한 비판적 연구 -. 가족법연구, 29(2), 227-256.
- 정영호, 손동화. (2020). 민법 제865조에 의한 친생자관계존부확인의 소의 원고적격. 사법, 1(54), 865-907.

## 같이 보기
- 친생자
- 혼인
- 대한민국 민법 제845조
- 대한민국 민법 제846조
- 대한민국 민법 제848조
- 대한민국 민법 제850조
- 대한민국 민법 제851조
- 대한민국 민법 제862조
- 대한민국 민법 제863조

1. ↑  정영호. "민법 제865조에 의한 친생자관계존부확인의 소의 원고적격." 사법 1.54 (2020): 865-907.
2. ↑  정영호 (2020). 민법 제865조에 의한 친생자관계존부확인의 소의 원고적격. 사법, 1(54), 865 - 907.
3. ↑  친생자관계부존재확인 [대법원 2020. 5. 14. 선고 2017므12484 판결]
4. ↑  친생자관계부존재확인 [대법원 2018. 5. 15. 선고 2014므4963 판결]
5. ↑  친생자관계부존재확인 [대법원 2000. 8. 22. 선고 2000므292 판결]
6. ↑  친생관계부존재확인청구사건 [서울지방법원의정부지원 1984. 2. 24. 자 83드388 가사부심판 : 확정
7. ↑  호적정정허가결정에대한재항고 [대법원 1967. 7. 18. 자 67마332 결정]